# جوناس دانيال ماير
جوناس دانيال ماير هو محامي وسياسي هولندي، ولد في 15 سبتمبر 1780، وتوفي في 6 ديسمبر 1834.